# Andree Pfitzner
Andree Pfitzner (* 30. November 1973 in Bremen) ist ein deutscher Fernsehmoderator. Bekannt geworden ist er als Moderator beim KiKA.

## Leben und Wirken
Pfitzner begann 1989 als Moderator bei Radio Bremen und arbeitet seit 1993 auch beim Fernsehen.
Ab 1989 war er als Moderator und Autor bei Radio Bremen Vier tätig, seit 1993 moderierte er den Bremer Tierladen bei Radio Bremen. 1997 hatte er einen Beitrag in Buten un Binnen und in Kontraste mit Andreas Neumann. Von 1998 bis 2003 übernahm er die Moderation von Kikania, Aktiv Boxx und KIKA Spezial im KiKA und war im gleichen Zeitraum Moderator von TKKG – Der Club der Detektive beim ZDF. Von 2001 bis 2004 moderierte er Lilipuz beim WDR-Rundfunk. Seit 2012 gehört er zum Moderatorenteam für den Wetterbericht bei Radio Bremen TV.